# Acmaeidae
Acmaeidae er en familie af havsnegle i "albueskæl-ordenen" (Patellogastropoda).